# Nobuaki Kaneko
Nobuaki Kaneko (金子 ノブアキ ou 金子 信昭) (Tóquio, 5 de junho de 1981) é um baterista e ator japonês. Estreou como ator em 1994 e é agenciado pela Itoh Company. Três anos depois, fundou a banda de rock Rize e em 2009 iniciou carreira musical solo.

## Carreira
Kaneko conta que desde sempre seu maior interesse era tocar bateria; aos 3 anos ganhou um kit de bateria de brinquedo, além disso, o fato de seus pais serem músicos também foi uma grande influência. Em 1997, lançou um disco com a banda Gonna be Fun. No mesmo ano, formou a banda de nu metal Rize com seu colega de escola Jesse McFaddin. Antes da criação da banda, ele já havia estreado como ator em 1994 no drama Tengoku ni Ichiban Chikai Mama.
Em 2009, ele iniciou uma carreira musical solo estreando com o álbum "Orca". Em 2014, lançou o álbum Historia que foi criado com os produtores Hamuro e Kei Kusama e demorou mais de um ano para ser gravado, em seu estúdio particular. No ano seguinte, lançou o single "Lobo" e embarcou em uma turnê nacional promovendo o disco. Em maio de 2016 lançou seu terceiro álbum, Fauve.

## Vida pessoal
Nobuaki Kaneko é filho do baterista Johnny Yoshinaga e da cantora Mari Kaneko. Seu irmão mais novo é Kensuke Kaneko, que entrou como baixista do Rize em 2006. Nobuaki estudou na Horikoshi High School. Como hobby, nomeou o basquete.
Em novembro de 2013, Kaneko se casou com uma ex-modelo.

## Discografia

### Solo
Álbuns
- Orca (2009)
- Historia (2014)
- Fauve (2016)

Singles
- "Lobo" (2015)